# Matroneu

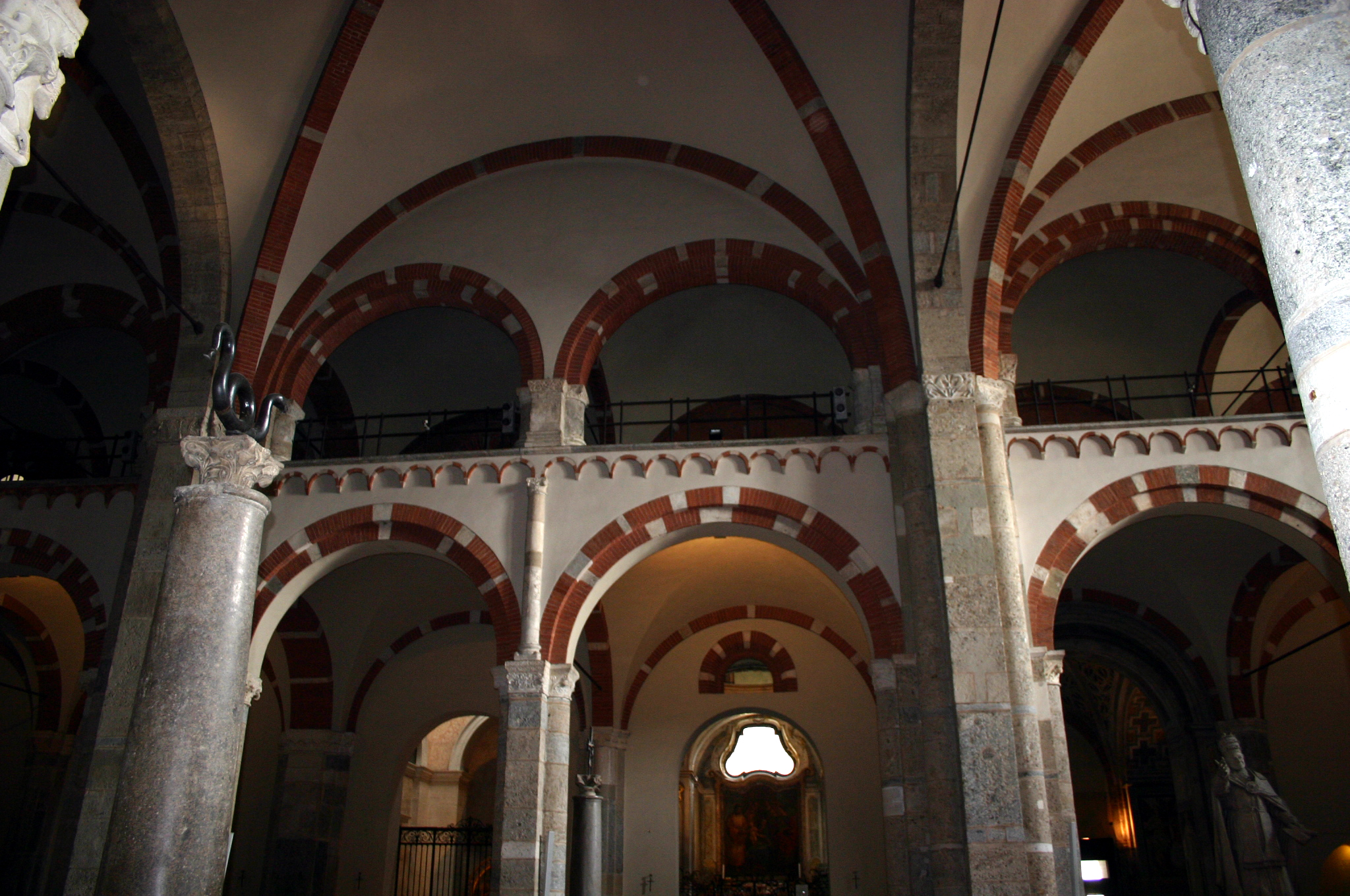
El matroneu de la basílica de Sant Ambròs de Milà, damunt la nau central

El matroneu (en llatí: matroneum) és una balconada o galeria col·locada a l'interior d'un edifici, especialment una església, i originàriament destinada a acollir les dones. El mot deriva del mot llatí matrona, que designava la dona d'alt rang o de gran virtut moral.
A les esglésies medievals, més endavant van perdre la funció diferenciadora entre homes a baix i dones a dalt i van passar a acollir tots aquells que no cabien a la part inferior principal de l'edifici, si de cas amb homes i dones dividits cadascun a banda i banda de la nau. Van perdre també aquesta funció i van esdevenir exclusivament elements arquitectònics, situats sobre les naus laterals i amb la funció estructural de contenir el pes de la nau central, formats habitualment per arcades sobreposades a les de les naus laterals.
Els matroneus són típics del romànic i del gòtic primerenc, mentre que més endavant, quan van perdre la funció d'acolliment de fidels, seran substituïts pels triforis, elements merament decoratius.